# Süderende
Süderende (północnofryz. Söleraanj) – gmina w Niemczech na wyspie Föhr, w kraju związkowym Szlezwik-Holsztyn, w powiecie Nordfriesland, wchodzi w skład urzędu Föhr-Amrum.